# Sydtyrolens flagga
Sydtyrolens flagga består av en duk kluven i vitt och rött belagd med Sydtyrolens vapen. Grundflaggan är samma som flaggan för österrikiska förbundslandet Tyrolens.